# Ярослав Владимирович (князь новгородский)

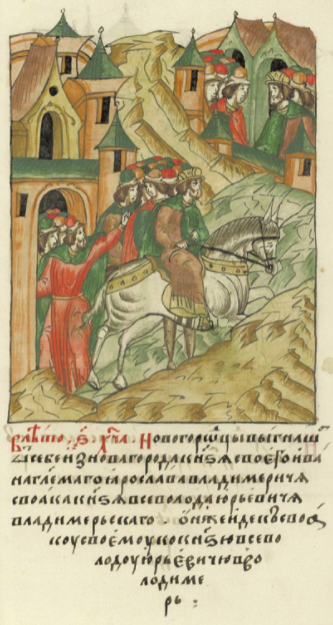
Новгородцы выгоняют князя Ярослава

Яросла́в Владимирович (ум. после 1205) — новгородский князь в 1182—1184, 1187—1196 и 1197—1199 годах, князь торжский в 1196—1197 года, князь вышгородский с ок. 1203 до 1205 года, сын Владимира Мстиславича.

## Биография
Ярослав был сыном волынского, а затем киевского князя Владимира Мстиславича Мачешича. Имя его матери в источниках не упоминается. В русской историографии утвердилась точка зрения, что Владимир был женат однажды — на Елене, которую многие исследователи считают дочерью венгерского бана Белуша. Однако польский историк Д. Домбровский предположил, что Владимир был женат дважды, а на основании анализа имён детей Владимира считает, что его вторая жена происходила из муромо-рязанской ветви Рюриковичей (предположительно дочерью рязанского князя Ростислава Ярославича). По мнению исследователя, именно от этого предполагаемого брака родился Ярослав.
Дата рождения Ярослава неизвестна. Д. Домбровский считает, что он родился не ранее середины 1150-х и не позже 1167 года. Ярослав, вероятно, был вторым из четырёх известных сыновей Владимира Мстиславич. Согласно Никоновской летописи крестильным именем Ярослава было Иван, однако В. Л. Янин и П. Г. Гайдуков, опираясь на атрибуцию изображений на печати, считают, что его крестильным именем было Михаил.
Когда в 1181 году новгородцы участвовали в походе Ольговичей под Друцк против Давыда Смоленского, Всеволод Большое Гнездо захватил Торжок, что повлияло на выбор новгородцами нового князя: сын Святослава Киевского Владимир был изгнан, и Ярослав приехал в Новгород в качестве представителя Всеволода в 1182 году. В 1184 году новгородцы изгнали его за то, что он не оказал своевременно помощи Пскову против литовцев. Новгородским князем на 3 года стал сын Давыда Ростиславича Смоленского Мстислав.
Прекращение смоленского влияния в Новгороде произошло почти одновременно с конфликтом между Давыдом и смоленским боярством. В 1187 году Ярослав снова был призван в Новгород, где княжил 9 лет. Вместе с новгородцами ходил на помощь полоцким князьям против эстов, взял Дерпт и вернулся со множеством пленных и трофеев (1191 год). В 1192 году его дружина и псковичи взяли город Оденпе (в Эстонии).
В 1196 году во время конфликта между Всеволодом и смоленскими Ростиславичами, с одной стороны, и черниговскими Ольговичами с другой, новгородцами был приглашён на княжение сын черниговского князя Ярополк Ярославич, а Ярослав стал князем в Торжке, но уже в 1197 году был снова призван новгородцами на всей воле великого Всеволода.
В 1199 году новгородцы обратились ко Всеволоду с просьбой прислать им на княжение сына. Святослав Всеволодович приехал в Новгород, а Всеволод способствовал выделению Ярославу своим союзником Рюриком Киевским Вышгорода. В 1205 году Ростислав Рюрикович завладел Вышгородом, после чего летописные известия о Ярославе прекращаются. Вероятно он умер вскоре после этого. Л. Войтович считает, что Ярослав умер после 1207 года, Д. Домбровский — между концом 1205 и 1209 годами.

## Семья и дети
Ярослав женился не позже зимы 1181/1182 года. Имя его жены неизвестно, только В. Н. Татищев называет её Еленой. Хотя часть исследователей принимает это сообщение, но другие сомневаются в его достоверности. А. Ф. Литвина и Ф. Б. Успенский считают, что её звали Марта, но эта точка зрения также оспаривается Д. Домбровским. Вероятно она была сестрой Марии, жены владимирского князя Всеволода Юрьевича Большое Гнездо. Ряд исследователей считали её ясской (аланской) княжной, однако, согласно исследованиям Л. С. Кишкина имела чешское происхождение, а её отцом, вероятно, был боярин и воевода Шварно Жирославич, упоминаемый в 1146—1166 годах. Жена Ярослава умерла либо 25 декабря 1201 года, либо 23 декабря 1200.
Согласно Новгородским летописям у Ярослава было минимум четверо детей. По мнению же Д. Домбровского — минимум шестеро детей.
- Изяслав (Михаил) (1190/1191 — 1198), князь великолуцкий с 1197[8].
- сын (1191/1192 — ?)[9].
- Ростислав (1194 — 1198)[10]

По мнению Д. Домбровского, детьми Ярослава также были 
- Владимир (ум. после 1256), князь псковский, который традиционно в русской историографии считается сыном смоленского князя Мстислава Ростиславича Храброго[11].
- Гремислава (8 сентября 1189 — 8 ноября 1258), жена краковского князя Лешека Белого. Она традиционно считается дочерью луцого князя Ингваря Ярославича, однако Я. Длугош указывал, что её отца звали Ярослав[12].
- Давыд (ум. 1 марта 1226), князь торопецкий с 1209, который традиционно в русской историографии считается сыном смоленского князя Мстислава Ростиславича Храброго[13].

Л. Войтович предполагает, что сыном Ярослава мог быть:
- Святослав (уб. 30 мая 1223), князь Каневский, участник битвы на Калке[4].